# Voleibolni Klub Iugra-Samotlor
O Voleibolni Klub Iugra-Samotlor (em russo:  Волейбольный клуб Югра-Самотлор) é um time russo de voleibol masculino da cidade de Nizhnevartovsk, Khântia-Mânsia. Atualmente disputa a Superliga Russa.

## Histórico
A equipe de vôlei "Samotlor" foi fundada em agosto de 1987. A equipe foi liderada por Valentin Ermolenko, e o primeiro sucesso do clube foi a vitória na Copa da URSS entre as equipes da Sibéria e do Extremo Oriente em 1990. Em 1 de julho de 1991, o clube auto-sustentável Samotlor foi formado na estrutura da associação de produção de Nizhnevartovskneftegaz.
Na temporada 1991-92, Nizhnevartovsk tornou-se o vencedor da primeira liga do Campeonato Aberto da CEI e ficou em 6º lugar no primeiro Campeonato Russo, que eles mesmos organizaram, estabelecendo um prêmio de um milhão e meio de rublos. De acordo com os resultados da temporada 1992-93, Samotlor se tornou o quarto na liga principal russa, e o atacante do clube de Nizhnevartovsk, Andrey Bedulin, fez sua estréia na seleção russa.
Em 28 de novembro de 1993, Samotlor venceu a primeira Copa da Rússia, derrotando o Iskra Odintsovo com um placar de 3 sets a 2 na partida final. Na mesma temporada, os siberianos conquistaram o vice-campeonato em sua estreia na Taça CEV e subiram à terceira posição do pódio no Campeonato Russo.
Em 17 de maio de 2013, o Samotlor All-Star Game foi realizado no Hall of International Meetings, dedicado ao 25º aniversário da equipe. O evento festivo contou com a presença de jogadores de diferentes gerações que iniciaram sua carreira esportiva em Nizhnevartovsk e estão associados ao time Ugra.
Nas condições de uma situação financeira pouco invejável e problemas com pessoal, a luta para manter uma autorização de residência na Superliga continuou a ser a principal tarefa do Yugra-Samotlor no futuro. Na temporada 2017-18, não foi possível resolvê-lo: tendo em conta o torneio de transição, a equipe conquistou apenas 2 vitórias em 35 jogos disputados e, ocupando o último lugar, abandonou a grande liga "A". Durante o campeonato, vários jogadores importantes deixaram o clube de Nizhnevartovsk e, em abril de 2018, o técnico Yuri Melnichuk renunciou. Em outubro de 2018, o presidente da Federação Russa de Voleibol decidiu manter o registro da equipe Yugra-Samotlor na Superliga. Na divisão de elite, ela assumiu o lugar da vencedora da Liga Principal "A", a equipe Lokomotiv-Izumrud de Yekaterinburg, que passou por sérios problemas financeiros.

## Títulos e resultados

### Campeonatos continentais
Taça CEV
- Vice-campeão (1x): 1993-94

### Campeonatos nacionais
Campeonato Russo
- Terceiro lugar (2x): 1993-94, 1995-96

 Copa da Rússia
- Campeão (1x): 1993

## Elenco atual
Atletas selecionados para disputar a temporada 2021-22: 
 Técnico:  Valery Pyaskovsky
| Camisa | Nome               | Posição    | Nacionalidade |
| ------ | ------------------ | ---------- | ------------- |
| 2      | Savelii Pozdniakov | ponteiro   | russo         |
| 3      | Yuri Tsepkov       | central    | russo         |
| 5      | Maksim Sapozhkov   | oposto     | russo         |
| 6      | Maxim Shpilev      | ponteiro   | russo         |
| 8      | Ruslan Galimov     | ponteiro   | russo         |
| 9      | Nikita Potapov     | ponteiro   | russo         |
| 10     | Maxim Kreskine     | levantador | russo         |
| 11     | Valentin Krotkov   | líbero     | russo         |
| 12     | Ivan Kuznetsov     | ponteiro   | russo         |
| 13     | Yaroslav Verny     | central    | russo         |
| 14     | Alexey Pluzhnikov  | central    | russo         |
| 15     | Marat Gafarov      | levantador | russo         |
| 17     | Denis Podkolzin    | central    | russo         |
| 18     | Maksim Shkredau    | central    | búlgaro       |
| 21     | Danil Davletshin   | líbero     | russo         |
| 23     | Nazar Litvinenko   | oposto     | russo         |